# MathJax
MathJax je višeplatformska Javaskript biblioteka koja služi za zapis matematičkih formula.
MathJax je Javascript biblioteka koja radi na više pregledača. Prikazuje matematičku notaciju u veb pregledaču, koristeći MathML, LaTex i ASCIIMathML jezike.
Projekat MathJax je započet 2009. kao naslednik ranije JavaScript biblioteke, jsMath. Stvoren je od strane Američkog Matematičkog Društva, koje upravlja projektom, Design Science-a, i Društva za Industrijsku i Primenjenu Matematiku. MathJax koriste mnogi sajtovi poput arXiv, Science Direct, MathSciNet, n-category cafe, MathOverflow, Vikipedije, Scholarpedia, časopisa Project Euclid, IEEExplore, Publons i Sveruskog matematičkog portala.

## Karakteristike
MathJax se nalazi u okviru sadrzaja veb stranice, pretrazuje stranicu u potrazi za kodiranim formulama i ispisuje ih. Stoga, MathJax ne zahteva instalaciju dodatnih softvera ili fontova na čitaočev sistem. Ovo omogućava MathJax-u da radi u svakom pregledaču koji podržava JavaScript, uključujući i mobilne uređaje.
MathJax ispisuje matematičke izraze korišćenjem kombinacije HTML-a i CSS-a ili MathML-a, ukoliko je to moguće. Tačan način na koji se formule prikazuju određen je mogućnostima korisnikovog pregledača, dostupnim fontovima i podešavanjima. MathJax v2.0-beta uveo je i mogućnost stvaranja SVG slika.
U slučaju HTML i CSS prikazivanja, MathJax maksimizuje kvalitet prikazanih formula korišćenjem matematičkih fontova ako je to moguće ili prikazivanjem slika u slučaju starijih pregledača. Za pregledače koji podržavaju veb fontove, MathJax pruža mnoštvo fontova, koje preuzima po potrebi. Ako pregledač ne podržava veb fontove, MathJax proverava da li odgovarajući fontovi postoje na korisničkom sistemu. Ako ne postoje, MathJax koristi slike potrebnih simbola. MathJax se može podesiti tako da onemogući korišćenje veb fontova, lokalnih fontova ili slika.
MathJax koristi STIX fontove za dodavanje matematike u veb stranice. Instaliranje ovih fontova na lokalni sistem povećava brzinu prevođenja formula.
MathJax može da prikaže formule isipisane LaTex ili MathML jezikom. Pošto je MathJax stvoren samo za prikazivanje matematičkih formula, a LaTex je jezik za obradu dokumenata, MathJax podržava samo onaj deo Latex-a vezan za matematičku notaciju.

## Podrška za dodatke
se može lako dodati na mnoge popularne veb platforme.

## Node.js
MathJax se može koristiti u Node.js-u od verzije 3, dok za verziju 2, biblioteka  pruža kompatibilnost sa Node.js-om.

## Spoljašnje veze
- Zvaničan veb-sajt
- Dodaci za Medijaviki:
  - SimpleMathJax
  - MathJax